# Kościół Podwyższenia Krzyża Świętego w Górznie
Kościół Podwyższenia Krzyża Świętego w Górznie lub św. Krzyża - rzymskokatolicki klasycystyczny kościół położony u zbiegu miejskiego rynku i ulicy Bożogrobców. 

## Historia
Parafia w Górznie istniała od 1 maja 1325 na mocy aktu erekcyjnego biskupa płockiego Floriana. Od początku istnienia do 1830 pozostawała pod zarządem Kanoników Regularnych Stróżów Grobu Jerozolimskiego (bożogrobców). Nie utrzymywali oni jednak własnego klasztoru na terenie Górzna, a jedynie zarządzali parafią przez wydelegowanych kapłanów. 
Pierwsza świątynia, wybudowana bezpośrednio po powołaniu parafii, została splądrowana i spalona przez Krzyżaków w 1409. Nowy drewniany kościół przetrwał tylko do 1443. Kolejny obiekt, okazalszy, z wolnostojącą dzwonnicą, został zniszczony w czasie najazdu Szwedów w 1629. Następna świątynia została wzniesiona dzięki staraniom bożogrobcy Wojciecha Ślęckiego i przetrwała do 1763. Dwa lata później kolejny pochodzący z zakonu proboszcz Górzna Antoni Januszewski rozpoczął prace budowlane nad kościołem murowanym, jaki zachował się do naszych czasów. Budowa zakończyła się dopiero w 1812, a jeszcze w XIX wieku nadbudowywano wieże obiektu. Przy budowie wykorzystano częściowo materiał budowlany pozyskany przez rozbiórkę średniowiecznego zamku biskupiego w Górznie. Jeszcze w roku 1936 kościół został otoczony, a A. Balamowicz wykonał ozdobną bramę z kutego metalu. Do połowy XIX wieku w bezpośrednim sąsiedztwie kościoła znajdował się cmentarz, a przed I wojną światową z prywatnej inicjatywy powstała grota naśladująca grotę Massabielle w Lourdes. 

## Architektura

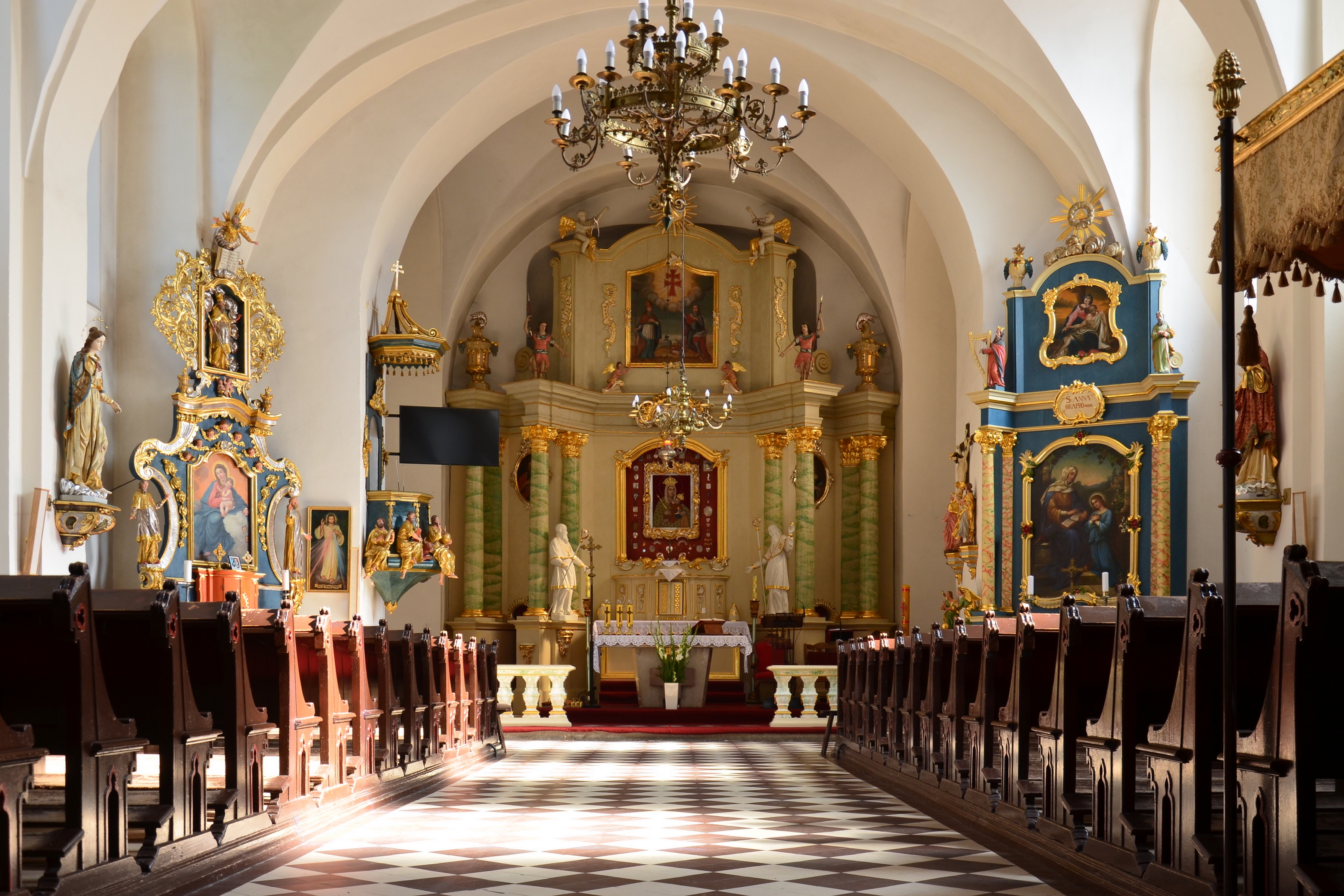
Wnętrze kościoła

Kościół w Górznie jest jednonawowy, dwuwieżowy, reprezentuje styl klasycystyczny. Wieże obiektu wznoszą się na wysokość 24 metrów i zwieńczone są krzyżami z dwóch skrzyżowanych belek, typowymi dla bożogrobców. Również nad głównym wejściem wymalowany został medalion z krzyżem zakonu. Fasada obiektu jest skromnie dekorowana; okna są pionowe, umieszczone w szerszych wnękach rozmieszczonych zarówno na fasadzie, jak i na obydwu wieżach. Cały kościół pokrywa dachówka holenderska. 
Kościół posiada sklepienie kolebkowo-krzyżowe, wsparte na rzędzie filarów. Prezbiterium jest oddzielone od nawy łukiem tęczowym. Wejście do nawy prowadzi przez kruchtę, w której położone są również schody wiodące na obydwie wieże oraz do wnęki organowej. Organy kościelne pochodzą z 1888. Pierwotnie przed wnękę wysunięty był obszerny chór, który w 1956 został zastąpiony nowym, węższym. Większość wyposażenia wnętrza reprezentuje styl barokowy, trzy ołtarze boczne powstały w II poł. XVIII wieku, o stulecie starszy jest ołtarz główny z cudownym obrazem maryjnym (obecnie jego kult właściwie już zanikł) otoczonym wotami (większość pochodzi z XVIII-XIX wieku). Osiemnastowieczna jest również ambona kościelna, zespół kielichów i lichtarzy oraz rzeźba Chrystusa Zmartwychwstałego. Z kolei XX wiek i styl neobarokowy reprezentuje obraz Matki Boskiej Szkaplerznej razem z ołtarzem, w którym jest umieszczony. Wnętrze utrzymane jest w kolorystyce typowej dla bożogrobców (barwy zielona, czerwona i złota), częściowo odtworzonej w 1956 przez plastyka Alojzego Gossa. Na wieżach kościelnych znajdują się trzy zabytkowe dzwony - dwa z roku 1638, jeden z 1633, oraz jeden dzwon współczesny, ufundowany w 1995.